# Poběžovice u Přelouče

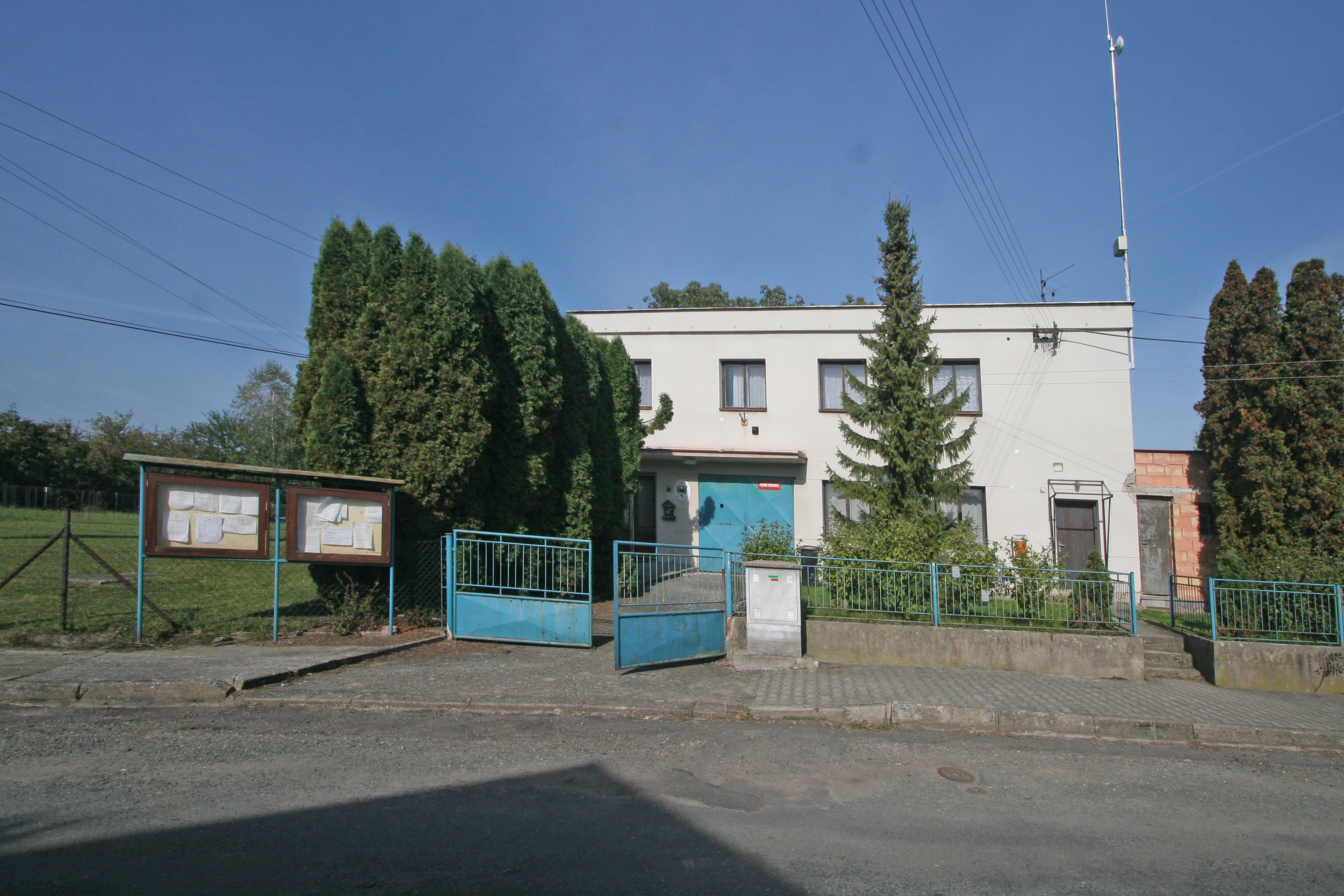
Gemeindeamt

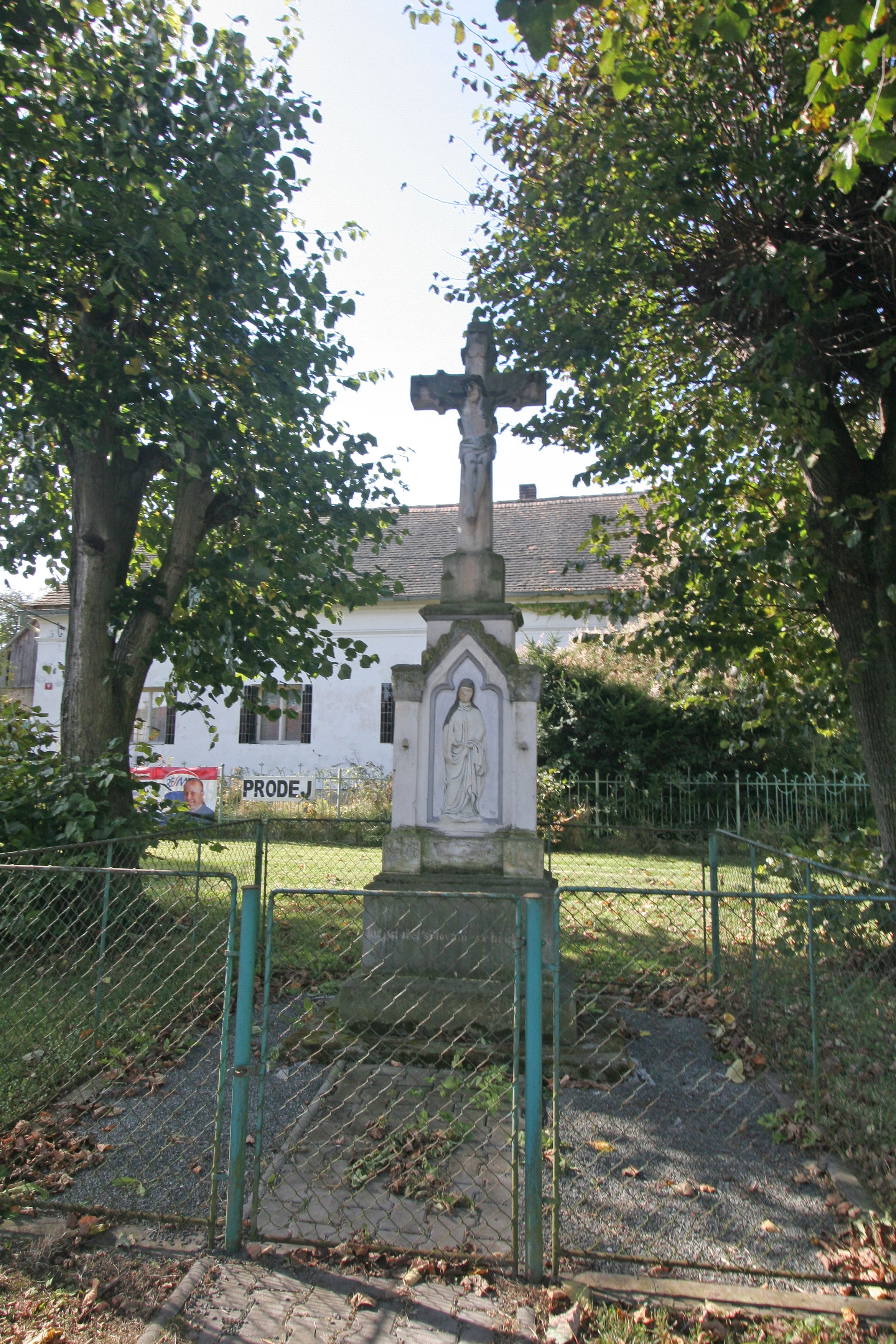
Kreuz

Poběžovice u Přelouče, bis 1980 Poběžovice (deutsch Pobieschowitz) ist eine Gemeinde in Tschechien. Sie liegt sechs Kilometer südlich von Přelouč und gehört zum Okres Pardubice.

## Geographie
Poběžovice u Přelouče befindet sich in den nördlichen Ausläufern des Eisengebirges (Železné hory) am Bach Poběžovický potok, der am nördlichen Ortsausgang im Teich Rosol angestaut wird. Westlich erhebt sich die Lipoltická skála (298 m n.m.). Auf halbem Weg nach Choltice liegt die Meteorologische Station Choltice.
Nachbarorte sind Loděnice, Štěpánov und Klenovka im Norden, Horecký Dvůr und Veselí im Nordosten, Podhorky und Velký Ovčín im Osten, Choltice, Chrtníky und U Široké Cesty im Südosten, Ledec, Rašovy und Urbanice im Süden, Lipoltice im Südwesten, Pelechov im Westen sowie Tupesy, Štrampouch und Benešovice im Nordwesten.

## Geschichte
Die erste schriftliche Erwähnung des Ortes erfolgte im Jahre 1399 als Sitz der Vladiken Slaměnka von Poběžovice, denen im 15. Jahrhundert die Tuněchodský von Poběžovice folgten. Letzteres Geschlecht besaß im 15. und 16. Jahrhundert außerdem die Güter Jeníkovice, Slatiňany, Slepotice, Srdov, Štětí und Tuněchody sowie Anteile von Ledec, Hošťalovice und Svinčany. Während des böhmisch-ungarischen Krieges wurde das Dorf in den 1460er Jahren durch Truppen Matthias Corvinus’ geplündert. 1542 kaufte Georg von Gersdorff die wüste Feste Poběžovice mit allem Zubehör und schlug die Güter seiner Herrschaft Choltitz zu. Nach der Schlacht am Weißen Berg wurden die Güter des Stephan von Gersdorff 1623 wegen dessen Teilnahme am Böhmischen Aufstand konfisziert und die Herrschaft Choltitz an Christoph Simon von Thun verkauft. Die Reichsgrafen von Thun und Hohenstein erhoben die Herrschaft zum Familienfideikommiss und hielten den Besitz bis ins 20. Jahrhundert. Bis zur Errichtung der Schule in Lipoltice wurden die Kinder in Choltitz unterrichtet.
Im Jahre 1833 bestand das im Chrudimer Kreis gelegene Dorf Pobieschowitz aus 28 Häusern, in denen 209 Personen, darunter eine protestantische Familie lebten. Haupterwerbsquelle war die Landwirtschaft. Zu Pobieschowitz konskribiert war der aus sieben Häuschen und einem Jägerhaus bestehende Weiler Podhorka (Podhurky). Pfarrort war Lipoltitz. Bis zur Mitte des 19. Jahrhunderts blieb Pobieschowitz der Fideikommissherrschaft Choltitz untertänig.
Nach der Aufhebung der Patrimonialherrschaften bildete Poběžovice ab 1849 einen Ortsteil der Gemeinde Lipoltice im Gerichtsbezirk Přelauč. Ab 1868 gehörte das Dorf zum Bezirk Pardubitz. In den 1890er Jahren löste sich Poběžovice von Lipoltice los und bildete eine eigene Gemeinde. 1949 wurde Poběžovice dem Okres Přelouč zugeordnet. Dieser wurde im Zuge der Gebietsreform von 1960 aufgehoben, seitdem gehört das Dorf zum Okres Pardubice. Seit dem 1. März 1980 führt die Gemeinde den Namen Poběžovice u Přelouče. Mit Beginn des Jahres 1986 erfolgte die Eingemeindung nach Choltice. Seit dem 24. November 1990 besteht die Gemeinde Poběžovice u Přelouče wieder.

## Gemeindegliederung
Für die Gemeinde Poběžovice u Přelouče sind keine Ortsteile ausgewiesen.

## Sehenswürdigkeiten
- Kapelle auf dem Dorfplatz
- Kreuz auf dem Dorfplatz